# 小眼姬魚
小眼姬魚為輻鰭魚綱仙女魚目合齒魚亞目仙女魚科的一種，發現於東南太平洋的納斯卡海脊，棲息深度160-168公尺，體長可達25.1公分。